# Westwood Hills
Westwood Hills è un comune degli Stati Uniti d'America, situato nello Stato del Kansas, nella contea di Johnson.